# 松田蒼
松田蒼（日语：／ Matsuda Aoi，1996年2月26日—），日本女子羽毛球運動員。大阪府出生，畢業於和合中學校及富山国際大付高校，曾隸屬於岐阜Tricky Panders羽毛球隊，現為BIPROGY株式會社羽球部成員。2022年5月16日，透過所屬球隊宣布已於2022年5月15日退役。

## 簡歷
2013年7月，松田蒼代表參加馬來西亞亞庇市舉行的亞洲青年羽毛球錦標賽，助球隊贏得團體賽季軍。
2015年7月，松田蒼与江藤理惠出战俄羅斯羽毛球大獎賽，在女双準决赛以0比2（18-21、18-21）不敌赛会头号种子、保加利亚的加夫列拉·斯托伊娃/斯蒂法尼·斯托伊娃。
2017年7月，松田蒼与荒木茜羽出战俄羅斯羽毛球大獎賽，在女双决赛以3比2（11-6、6-11、11-7、7-11、11-5）击败了队友的今井優步/川島美南，夺得其首个国际赛冠军。同年10月，她与荒木茜羽出战碧特博格羽毛球黃金大獎賽，在女双决赛以0比2（19-21、6-21）不敌赛会2号种子、泰国的宗功攀·吉迪特拉恭/拉温达·巴宗哉，赢得亚军。

## 主要比賽成績
只列出曾進入準決賽的國際賽事成績：
| 年份   | 賽事                     | 公開賽級別 | 項目     | 拍檔     | 成績   |
| ------ | ------------------------ | ---------- | -------- | -------- | ------ |
| 2013年 | 亞洲青年羽毛球錦標賽     | 其他       | 混合團體 | －       | 季軍   |
| 2014年 | 馬來西亞羽毛球國際挑戰賽 | 國際挑戰賽 | 女子雙打 | 江藤理惠 | 準決賽 |
| 2015年 | 俄羅斯羽毛球大獎賽       | 大獎賽     | 女子雙打 | 江藤理惠 | 準決賽 |
| 2017年 | 俄羅斯羽毛球大獎賽       | 大獎賽     | 女子雙打 | 荒木茜羽 | 冠軍   |
| 2017年 | 碧特博格羽毛球黃金大獎賽 | 黃金大獎賽 | 女子雙打 | 荒木茜羽 | 亞軍   |
| 2019年 | 波蘭羽毛球公開賽         | 國際挑戰賽 | 女子雙打 | 星千智   | 冠軍   |
| 2021年 | 海洛羽毛球公開賽         | 超級500賽  | 女子雙打 | 星千智   | 冠軍   |

| 2007-2017年 | 首要超級賽 | 超級賽 | 黃金大獎賽 | 大獎賽 | 國際挑戰賽 | 國際系列賽 | 未來系列賽 | 其他 |

| 2018-2026年 | 總決賽 | 超級1000賽 | 超級750賽 | 超級500賽 | 超級300賽 | 超級100賽 | 國際挑戰賽 | 國際系列賽 | 未來系列賽 | 其他 |

### 奧運會和世錦賽參賽紀錄
|          | 搭檔   | 2021 |
| -------- | ------ | ---- |
| 女子雙打 | 星千智 | 32強 |